# Philippe Streiff

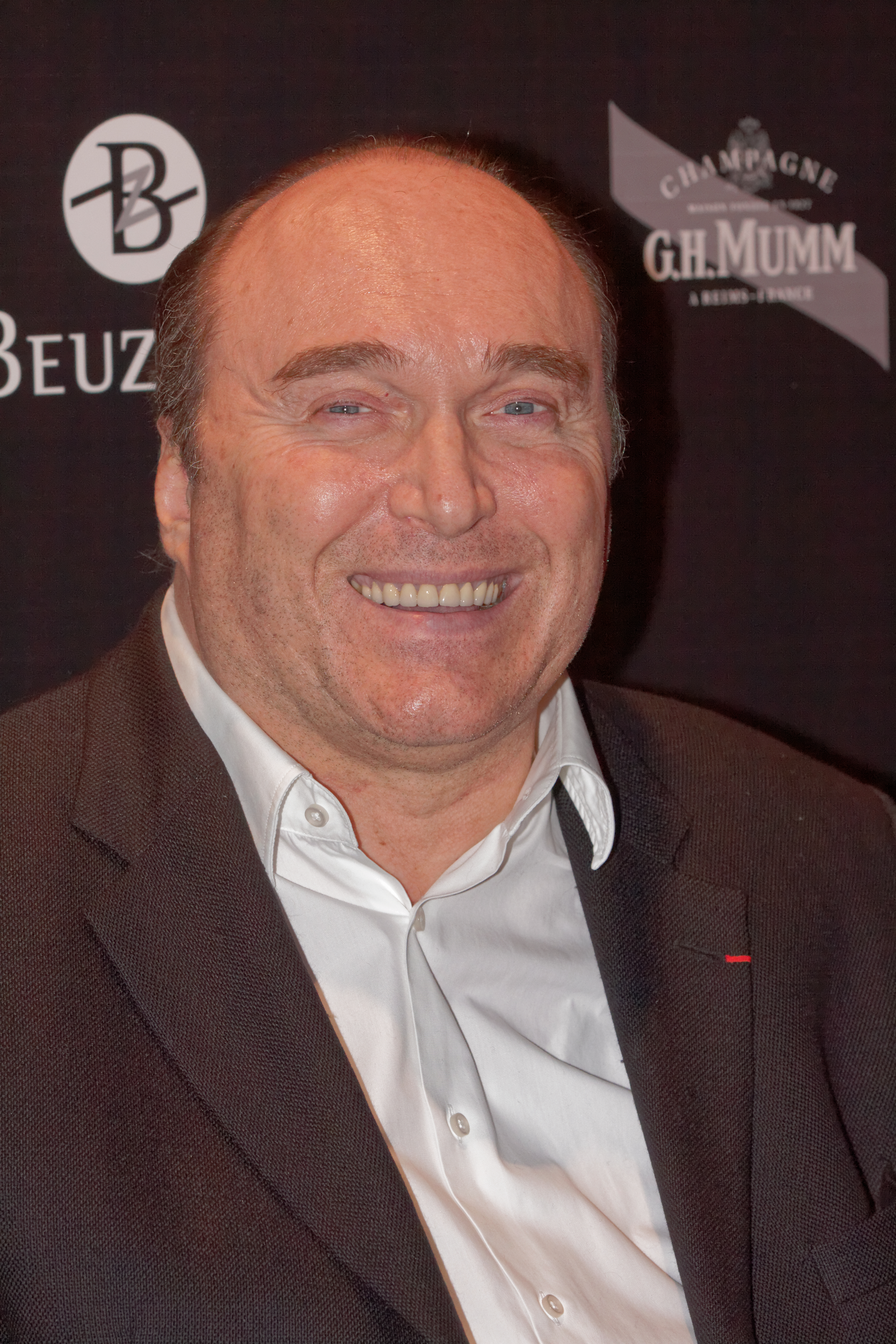
Philippe Streiff

Philippe Streiff (La Tronche, 26 juni 1955 – 23 december 2022) was een Frans autocoureur die aan 54 Grands Prix deelnam en 1 keer op het podium stond.
Streiff begon zijn autosportcarrière in de Formule Renault in 1977, twee jaar later maakte hij de overstap naar de Europese Formule 3, waar dat jaar Alain Prost heerste. Vanaf 1982 reed hij in de Formule 2 voor het team van AGS. Hij won een wedstrijd in 1984, datzelfde jaar maakte hij ook zijn debuut in de Formule 1. Bij Renault kreeg hij bij de Grand Prix van Portugal de kans als derde coureur (destijds nog mogelijk).
In 1985 deed hij weer een stapje terug naar de Formule 3000 met AGS totdat Ligier hem een nieuwe kans in de Formule 1 gaf. Een boycot van Ligier van de Grand Prix van Zuid-Afrika deed hem voor een race bij Tyrrell belanden. De race daarop keerde hij terug bij Ligier en werd derde in de Grand Prix van Australië.
Met steun van Renault kreeg Streiff een nieuwe kans bij Tyrrell, hij zou 2 seizoenen blijven voordat hij overstapte naar AGS dat intussen ook aan de Formule 1 deelnam. Tijdens de voorbereidingen op het seizoen 1989 kreeg Streiff tijdens testritten op het circuit van Jacarepagua een zwaar ongeluk waarbij hij verlamd raakte. Na zijn actieve carrière organiseerde Streiff motorsportevenementen.
Streiff overleed in december 2022 op 67-jarige leeftijd.